# Xiamen International Centre Hotel Tower
La Xiamen International Centre Hotel Tower est un gratte-ciel en construction à Xiamen en Chine. Il s'élèvera à 216 mètres. Il est situé à côté du Xiamen Cross Strait Financial Centre.